# 伊犁将军府
伊犁将军府是清代伊犁将军的驻地。伊犁将军府始建于乾隆年间，后被毁，现存遗址为光绪年间所建，位于中华人民共和国新疆维吾尔自治区伊犁哈萨克自治州霍城县惠远镇。伊犁将军府于1996年被列为第四批全国重点文物保护单位。

## 地理位置
伊犁将军府位于中华人民共和国新疆维吾尔自治区伊犁哈萨克自治州霍城县惠远镇东大街，与中国人民解放军某部营地和边防史馆相邻。地处伊犁河低阶地段，西侧为图开沙漠，北侧为大面积丘陵，南侧为伊犁河，东侧与新疆生产建设兵团第四师六十六团团场相接。将军府四周为民居或农田。

## 历史
清乾隆二十年（公元1755年），清政府获得准噶尔之役的胜利，清廷正式开始治理新疆。乾隆二十七年（公元1762年），设立“总统伊犁等处将军”（即伊犁将军），掌管新疆境内大小军政事务，成为新疆地区最高军政长官。伊犁将军衙署驻在惠远老城内，此时的伊犁将军府衙署内有印房、粮饷处、驼马处、营务处、满营档房等设施，到了嘉庆年间，将军府更是增加了军台处、督催处、功过处、喇嘛处、回务处、册房及领队大臣档房等，设施、设备更加完善。同治年间，发生同治新疆回乱，随之在同治十年（公元1871年）发生了伊犁危机，伊犁被俄罗斯帝国占领。惠宁老城遭到破坏。光绪元年（公元1875年），左宗棠收复新疆，清政府重新开始治理新疆。光绪八年（公元1882年），清廷与俄罗斯帝国签订《伊犁条约》，金顺率部收复伊犁。伊犁九城重回清政府治下后，清政府在老惠远城西北15里处，仿老惠远城重新修建惠远新城，即现伊犁将军府的所在地。伊犁将军府也在光绪十年（公元1884年）开始重建。新疆省建立后，新疆政治中心东移至迪化（今乌鲁木齐市），伊犁将军仅管辖伊犁和塔尔巴哈台的军政事务。惠远新城于光绪十九年（公元1893年）建成，伊犁将军也随即进驻惠远新城。重新建立的伊犁将军府包括伊犁将军、都统、领队等72处衙门，以及火药、粮仓等设施。
辛亥革命后，伊犁将军府改为新伊大都督府。民国元年（1912年）5月，新伊大都督府又被改为伊犁镇边使。民国3年（1914年）2月，新疆都督杨增新下令将原属将军的伊犁镇边使改为镇守使，归隶新疆都督管辖。此后，伊犁将军府先后作为伊犁垦牧专员、伊犁屯垦使张培元的公署。直到民国23年（1934年）秋，邱宗浚出任伊犁屯垦使时，将公署迁往宁远城（现伊宁市）后，伊犁将军府被废弃。新疆和平解放后，中国人民解放军某部进驻惠远城。伊犁将军府也成为了驻地，将军府建筑群得以保存。但由于该部缺乏文物保护能力和措施，时常发生改造改建原有建筑的事情。1985年，该部将伊犁将军府后厅改建为办公楼和花园，一些建筑改建为了居室。1994年，将军府正前门西侧的围墙倒塌，将军府内房屋面临渗水、墙壁龟裂、屋顶倒塌、砖雕剥落等问题。1996年11月，伊犁将军府被列为中华人民共和国全国重点文物保护单位。

### 维护
从1980年代后期开始，为了落实伊犁将军府的保护问题，新疆维吾尔自治区文物保护部门通过当地政府与该部上级部门多次进行商讨。1996年，中国政治协商会议新疆维吾尔自治区第七届委员会第四次会议曾提出开放伊犁将军府。然而直到进入21世纪，对伊犁将军府的保护才正式开始。2000年，由中华人民共和国国家文物局拨款450万元人民币对伊犁将军府立项维修，此次维修对象包括对伊犁将军府的大门、东营房、西营房、将军府大殿、书房、四合院以及府内文庙等区域的落架维修。2006年，伊犁将军府维修完成并对外开放。2013年，国家文物局再次拨款超1000万元人民币，对伊犁将军府展览进行提升。此次提升改造工程由北京故宫博物院负责实施，在原有基础上，这次工程包括对伊犁将军府进行布展、室内装饰及庭院布置等项目。工程于2013年底完工。2017年，国家文物局再次拨款超1000万元人民币，重点修复伊犁将军府，此次工程包括对因水蚀产生缺口的城墙的修复及对爆裂的青瓦的更换等。

## 现状
伊犁将军府建筑群由将军府、衙署和文庙三部分组成。其中衙署和文庙保存较为完整，伊犁将军府的大堂和后厅被拆除，部分建筑被改建。伊犁将军府位于东大街北侧，坐北朝南。建筑主体中轴对称。占地面积19,973平方米，文物建筑面积4146平方米。伊犁将军府有三重门院，其主要建筑沿中轴线依次为府门、二堂以及辛亥革命后建立的将军亭，左右两侧有东、西营房，东、西厢房，西侧有四合院，内有正堂、内宅眷房、内宅南房等，二堂后为金库。伊犁将军府府门为单檐硬山顶，面阔三间、进深二间。台明及踏跺已不见。府门东西两侧有硬山顶耳房两间，面阔三间，进深一间，为抬梁式结构建筑。东、西营房为单檐硬山卷棚顶，厢房面阔十四间，进深一间，前出廊。室内由8组土坯墙将营房分为九个室。西厢房面阔五间，进深一间，前后出廊。东厢房面阔五间，进深6.3米，高5.45米，前出廊。二堂面阔五间，进深一间，高7米，前后出廊。二堂为单檐歇山顶建筑。四合院内正堂和内宅眷房，均为面阔五间，进深一间，前出廊，为单檐硬山顶建筑。四合院西南侧有将军府武备仓库，不过建筑并不在将军府园区内。衙署位于伊犁将军府金库西北200多米处，占地超过3120平方米，文物面积近740平方米，大门、东、西厢房、正殿均得以保存。文庙位于伊犁将军府东营房东侧90米处，占地2100多平方米，文物面积550多平方米。大花门、东、西配殿、正殿和耳房均保存较好。
伊犁将军府设有伊犁将军府历史陈列室”四个展室，室内外布展面积均接近1000平方米，展出370件展品，包括110余件复制故宫博物院藏品，近200幅图片，6幅绘画，5尊铜像，3门复制铜炮以及60余件仿清中期红木家具。其中包括八旗盔甲、威远将军炮、武成永固大将军炮、郎世宁宫廷绘画、乾隆西域战图等。